# Dorolțu
Dorolțu (węg. Nádasdaróc) – wieś w Rumunii, w okręgu Kluż, w gminie Aghireșu. W 2011 roku liczyła 96 mieszkańców.